# Юго Лапалюс
Юго Лапалюс (фр. Hugo Lapalus) — французький лижник, призер чемпіонату світу.
Бронзову медаль світової першості Лапалюс виборов у складі французької естафети на чемпіонаті світу 2021 року, що проходив у німецькому Оберстдорфі.

## Виступи на Олімпійських іграх
| Рік  | Вік | 15 км | Скіатлон 15 км | 50 км мас-старт | Спринт | Естафета 4 × 5 км | Командний спринт |
| ---- | --- | ----- | -------------- | --------------- | ------ | ----------------- | ---------------- |
| 2022 | 23  | 7     | DNF            | —               | —      | Бронза            | —                |

## Виступи на чемпіонатах світу
| Рік  | Вік | 15 км | Скіатлон 15 км | 50 км мас-старт | Спринт | Естафета 4 × 5 км | Командний спринт |
| ---- | --- | ----- | -------------- | --------------- | ------ | ----------------- | ---------------- |
| 2021 | 22  | 21    | DNF            | —               | —      | Бронза            | —                |